# Sportåret 1836

## Händelser

### Allmänt
- 4 augusti – De andra och sista "olympiska spelen" arrangeras i Ramlösa.[1]

### Boxning

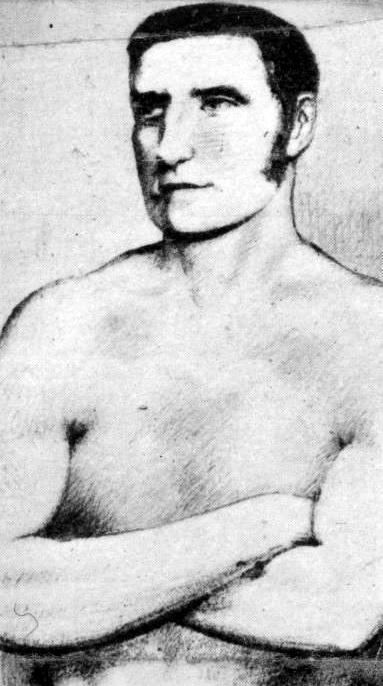
William Thompson.

- 24 maj – William Thompson besegrar Bill Brassey i Sheffield. Matchen varar i 52 ronder.[2]

- 20 december – Harry Preston besegrar Sambo Sutton i Woodstock. Matchen varar i en och en halv timme över 53 ronder.[3]

- 27 december – William Perry besegrar Ben Spilsbury i Oldbury. Matchen varar i tio ronder.[4]

### Cricket
- Okänt datum – Sussex CCC vinner County Championship (en inofficiell titel fram till 1890, då de första officiella mästarna koras).

### Hästsport
- 29 februari – Grand Liverpool Steeplechase, en föregångare till Grand National, löps på Aintree Racecourse i Aintree för första gången.[5]

### Rodd
- 17 juni – Cambridge vinner universitetsrodden över Oxford. Ställningen är därmed 1–1.[6]

## Födda
- 22 oktober – Mungo Park, skotsk golfspelare[7]